# Polia eremorealis
Polia eremorealis là một loài bướm đêm trong họ Noctuidae.